# Timbres de Tunisie 2007
 (février 2025).
Motif : Absence de sources secondaires centrées
- Archive Wikiwix
- Bing
- Cairn
- DuckDuckGo
- E. Universalis
- Gallica
- Google
- G. Books
- G. News
- G. Scholar
- Persée
- Qwant
- (zh) Baidu
- (ru) Yandex
- (wd) trouver des œuvres sur Wikidata

| 1. | Préciser le motif de la pose du bandeau. | Précisez le motif de la pose du bandeau en utilisant la syntaxe suivante : {{admissibilité à vérifier\|date=mars 2025\|motif=remplacez ce texte par le motif}}                               |
| 2. | Informer les utilisateurs concernés.     | Pensez à avertir le créateur de l'article, par exemple, en insérant le code ci-dessous sur sa page de discussion : {{subst:avertissement admissibilité à vérifier\|Timbres de Tunisie 2007}} |

Cet article recense les timbres de Tunisie émis en 2007 par la Poste tunisienne.
22 timbres sont émis à douze occasions qui se sont échelonnées entre le 16 mars et le 20 décembre.

## Légende
Ils portent les mentions suivantes : 
- Tunisie en français et en arabe ;
- le prénom et le nom du dessinateur en bas à gauche (en français) ;
- Imp. Poste Tunis (en français), signifiant que le timbre est imprimé à l'Imprimerie de la Poste tunisienne, suivi de l'année en bas à droite.

## Valeurs
Leur valeur faciale apparaît en millimes (1000 millimes équivalent à 1 dinar tunisien) et exceptionnellement en dinar. 
- onze timbres ont une valeur faciale de 250 millimes qui correspond au tarif intérieur de la lettre de moins de vingt grammes au « régime ordinaire » ;
- sept timbres de 600 millimes qui correspond au tarif international de la carte postale et de la lettre de moins de vingt grammes pour l'Europe et le monde arabe hors pays de l'Union du Maghreb arabe (Algérie, Libye, Maroc et Mauritanie) ;
- deux timbres de 1 100 millimes (1,100 dinar) ;
- deux timbre de 1 350 millimes (1,350 dinar).

## Émissions

### Mars

#### Journée nationale de l'artisanat et de l'habit traditionnel
Une série de quatre timbres commémoratifs sont émis le 16 mars à l'occasion de cette journée non chômée au cours de laquelle le pouvoir met en avant la production artisanale tunisienne.
Les timbres présentent quatre produits artisanaux ou costumes traditionnels tunisiens : 
- un costume féminin, l'habit de la jelwa, porté traditionnellement par les mariées de Sousse lors de la cérémonie de mariage. C'est un vêtement brillant, brodé de fil d'argent, constitué d'un caftan, d'un pantalon long et d'un couvre-chef appelé koufia.
- un costume masculin, la jebba noire, coupé dans un tissu de soie naturelle ou de rayonne. Il est porté lors des cérémoines traditionnelles ou officielles, des fêtes, en toute saison. Le costume est complété par des babouches blanches et une chéchia rouge. Une porte cloutée jaune apparaît en arrière-plan.
- une pièce de tapisserie traditionnelle (kilim) de la ville d'El Jem tissée dans la région du Sahel à partir de laine et de coton.
- une farrachia, tissage de laine de la région de Gafsa, servant de parure de lit pendant le jour, de couverture durant la nuit et éventuellement de tapis. Tissé spécialement pour entrer dans le trousseau des futures mariées, elle se distingue par son décor fait de figures géométriques harmonieuses.

Deux timbres ont une valeur faciale de 250 millimes, un de 1,100 dinar et un de 1,350 dinar. D'un format de 37 x 52 mm, ils sont émis chacun à 500 000 exemplaires.

#### 51eanniversairede l'indépendance (1956-2007)
Le timbre célèbre le 51e anniversaire de l'indépendance de la Tunisie obtenue le 20 mars 1956. En 2006, une série de sept timbres avaient déjà célébré les vingt ans de l'indépendance tunisienne.
Il s'inscrit dans la tradition picturale de l'allégorie politique appliquée à la Tunisie. En effet, sur la partie supérieure, un ruban rouge dessine les contours du littoral nord et nord-est du pays tandis que les deux tiers inférieurs sont occupés par le nombre 51 avec une confusion possible ou voulue entre le 1 et le 7 (référence rituelle au chiffre 7 investi d'une symbolique propre au régime politique tunisien depuis 1987). Un cercle comprenant une étoile et un croissant rouges sur fond blanc évoque le drapeau national.
D'une valeur faciale de 250 millimes et d'un format de 37 x 52 mm, il est émis à 200 000 exemplaires.

#### Jeunesse et la culture numérique
Le timbre met en avant l'accès de la jeunesse aux nouvelles technologies, notamment à travers l'enseignement. Sur un fond bleu se trouve un planisphère à projection polaire, d'où émerge en surimpression les contours du pays. Plusieurs cercles imitant des ondes radioconcentriques entourent la Tunisie, agrémentés de pictogrammes de thème technologique (flèche de souris, téléphone mobile, deux émoticônes, enveloppe électronique, etc.). 
Le timbre, d'un format de 37 x 52 mm et d'une valeur de 250 millimes, est mis en circulation le 21 mars.

### Avril

#### Programme national de maîtrise de l'énergie
Le timbre représente une ampoule « économique », de couleur verte, personnifiée comme souriante et volontaire (paumes tournées vers le haut et pouce levé) avec au-dessus un soleil radieux. À gauche se trouvent des panneaux solaires accompagnés, en bas à droite, d'une échelle de consommation énergétique à huit degrés. Le message évoque les préoccupations du développement durable.
Le timbre, d'un format de 37 x 52 mm et d'une valeur d'un dinar, est mis en circulation le 7 avril.

### Mai

#### Dialogue entre les cultures, les civilisations et les religions
Le timbre représente deux colombes stylisées se faisant face pour former en creux un cœur et un globe symbolisant respectivement la paix, l'amitié et les valeurs universelles. Des lettres ou pictogrammes des principales écritures du monde dansent autour d'elles.
Le timbre, d'un format de 37 x 52 mm et d'une valeur de 600 millimes, est mis en circulation le 7 mai.

#### Sites et monuments archéologiques de Tunisie

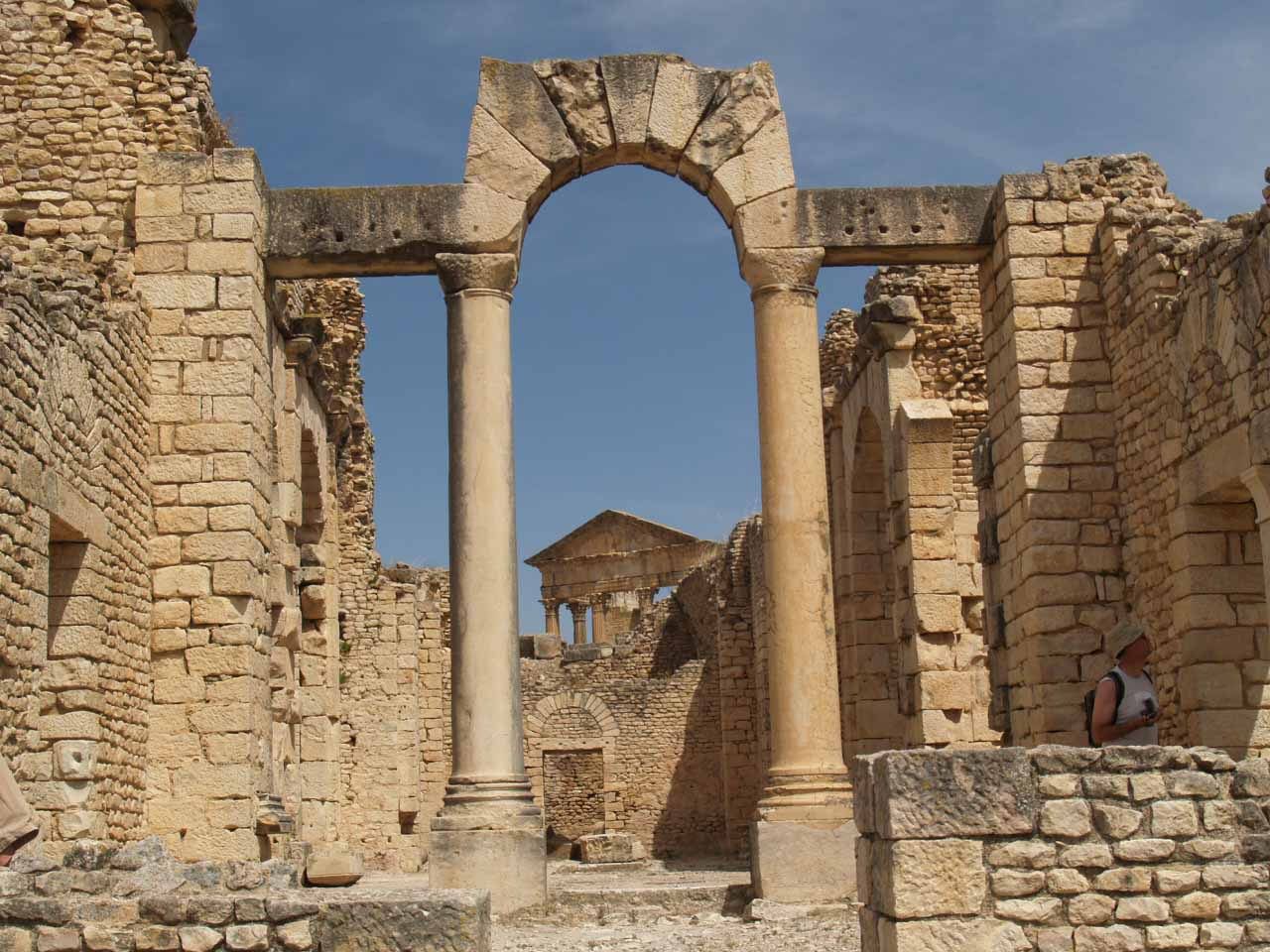
Capitole de Dougga.

Une série de quatre timbres mettent en valeur le patrimoine archéologique de la Tunisie :
- un timbre de 250 millimes représente une vue photographique du site archéologique de Kerkouane, dans la péninsule du cap Bon, une cité punique fondée au VIe siècle av. J.-C. et classée dans la liste du patrimoine mondial de l'Unesco.
- un timbre de 600 millimes représente une vue photographique du Capitole de Sbeïtla dont la construction remonte au IIe siècle, ensemble de trois temples romains dédiés à Minerve, Jupiter et Junon (triade capitoline).
- un timbre de 250 millimes représente une vue photographique des thermes de Caracalla à Dougga, construits au début du IIIe siècle sur le modèle des thermes romains. Dougga est inscrit au patrimoine mondial de l'Unesco.
- un timbre de 600 millimes représente les grands thermes de Makthar qui remontent au IIIe siècle.

Chaque timbre de dimension carrée (36 x 36 mm) est imprimé à 500 000 exemplaires et émis le 18 mai. L'émission est réalisée en collaboration avec l'Agence de mise en valeur du patrimoine et de développement culturel.

### Juin

#### Forum de Carthage sur l'investissement
À l'occasion de l'organisation du neuvième Forum de Carthage sur l'investissement, les 21 et 22 juin, réunissant 300 experts, la Tumisie émet un timbre reprenant une symbolique riche : un planisphère tuniso-centré sur lequel convergent des axes, des silhouettes d'hommes d'affaires, des infrastructures routières, des bâtiments administratifs ou usines, un ordinateur, un graphique haussier et le logotype du forum évocant le site archéologique de Carthage (fût de colonne).
Le timbre d'un format horizontal (37 x 52 mm), imprimé à 200 000 exemplaires, est émis le 21 juin.

#### Journée nationale du tourisme

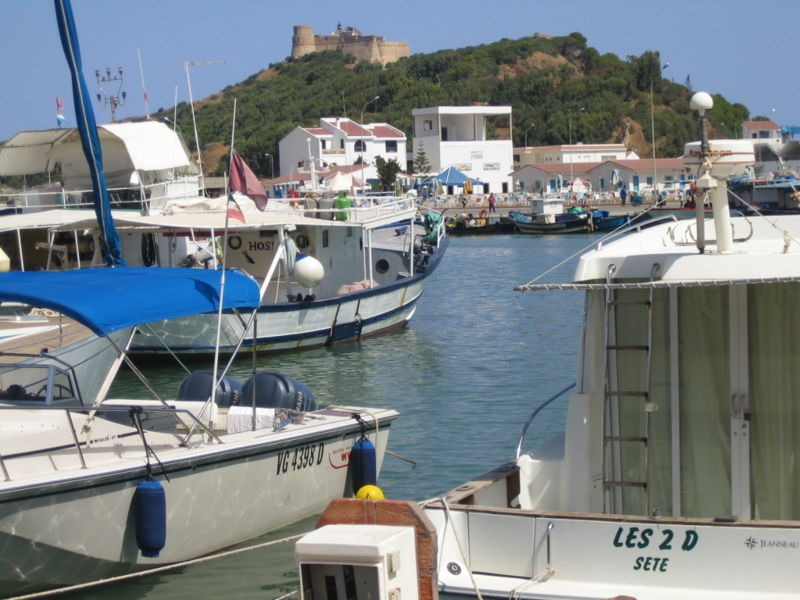
Port de plaisance et fort génois à Tabarka.

À l'occasion de cette journée de promotion de ce secteur économique pour la Tunisie, le 28 juin, la poste émet une série de quatre timbres :
- un timbre de 600 millimes évoque le tourisme culturel festivalier à travers l'exemple du Tabarka Jazz Festival ;
- un timbre de 250 millimes évoque le tourisme saharien, représentant une oasis, une caravane et les ksour ;
- un timbre de 600 millimes évoque le tourisme lié au golf ;
- un timbre de 250 millimes évoque le tourisme balnéaire, représentant un hôtel, une plage, des activités récréatives telles que le saut en parachute et une planche à voile.

Chaque timbre est imprimé à 200 000 exemplaires et est émis le 28 juin.

### Juillet

#### 50eanniversairede la proclamation de la République

Armoiries tunisiennes.

La poste émet deux timbres commémorant le cinquantenaire de la proclamation de la République, le 25 juillet 1957, conduisant à la nomination du président Habib Bourguiba. Chaque timbre reprend les armoiries de la Tunisie, les années 1957-2007 et le contour du pays stylisé en colombe.
Chacun des timbres, d'une valeur faciale de 250 millimes, est émis le 25 juillet.

### Novembre

#### 20eanniversairedu Changement
Un timbre commémore le changement de présidence intervenu le 7 novembre 1987 par le coup d'État médical perpétré par Zine el-Abidine Ben Ali qui destitua le premier président de la République tunisienne Habib Bourguiba. Conformément à la tradition philatélique en vigueur depuis vingt ans, un timbre reprend les symboles habituels avec, cette année, la skyline d'un quartier d'affaires en arrière-plan.
Le timbre d'une valeur de 250 millimes est émis le 7 novembre.

### Décembre

#### 50 ans d'amitié et de partenariat franco-allemands

Drapeau allemand.

Un timbre de 600 millimes célèbre le cinquantenaire de l'établissement de relations diplomatiques entre la République fédérale d'Allemagne et la Tunisie. Le timbre représente deux mains qui se rencontrent, une porte ouverte et les deux drapeaux unis.
Le timbre est émis le 17 décembre.